# Friedrich Zeller (Paläontologe)
Friedrich August Zeller (* 8. November 1881 in Marburg; † 25. September 1916 in Merken bei Ypern) war ein deutscher Lehrer, Geologe und Paläontologe.

## Leben
Friedrich Zeller nahm nach seinem Abitur ein naturwissenschaftliches Studium an der Universität Tübingen auf und löste die 1905/1906 von der naturwissenschaftlichen Fakultät der Universität gestellte Preisaufgabe: „Die in der Lettenkohlengruppe und im Keuper Schwabens vorkommenden Reste mariner Tiere sollen paläontologisch genau untersucht und sowohl mit den im Muschelkalk vorkommenden Arten, wie mit denen der benachbarten Triasgebiete, insbesondere der Alpen, eingehend verglichen werden“. 1907 wurde er in Tübingen bei Ernst Koken  mit seiner Dissertation Beiträge zur Kenntnis der Lettenkohle und des Keupers in Schwaben promoviert. Friedrich Zeller korrelierte in seiner Arbeit die lithostratigraphischen Horizonte des Unteren Keupers von der Nordschweiz bis Unterfranken und revidierte die bis zu dieser Zeit bekannte Wirbellosenfauna. In den Faunen des Lettenkeupers erkannte er dabei eine verarmte Muschelkalkfauna ohne feststellbare Einwirkungen aus dem Bereich der alpinen Trias.
Friedrich Zeller entschied sich anschließend für eine Laufbahn im Schuldienst, wurde Lehrer in Isny und wirkte bis Kriegsausbruch 1914 zuletzt als Oberreallehrer in Stuttgart.
Friedrich August Zeller fiel im Alter von 34 Jahren als Soldat im Ersten Weltkrieg in der Nähe des flämischen Ypern in Belgien.

## Schriften
- Beiträge zur Kenntnis der Lettenkohle und des Keupers in Schwaben. In: Centralblatt für Mineralogie, Geologie und Paläontologie, 1907, S. 19–29 und 42–51
- Beiträge zur Kenntnis der Lettenkohle und des Keupers in Schwaben. Neues Jahrbuch für Mineralogie, Geologie und Paläontologie, Beilage-Band XXV, Schweizerbart´sche Verlagshandlung (E.Nägele), Stuttgart 1908